# Kevin McKidd
Kevin McKidd, född 9 augusti 1973 i Elgin, Skottland, är en brittisk skådespelare. Hans mest kända roller är den som Tommy i Trainspotting, som Lucius Vorenus i TV-serien Rome och som Dr. Owen Hunt i Grey's Anatomy. 

## Biografi
McKidd har varit med i ett flertal succéfilmer, med roller som exempelvis Tommy i Trainspotting och Poseidon i filmen Percy Jackson och kampen om åskviggen. McKidd har en av huvudrollerna i den påkostade TV-serien Rome, där han spelar soldaten Lucius Vorenus. Han är också med i filmen Dog Soldiers från 2002. Han medverkar i filmen The Last Legion, där han spelar en blodtörstig galler och även medverkat i filmen Brudens bäste man. I denna film medverkar också Patrick Dempsey som spelar kollega till McKidds rollfigur i sjukhusserien Grey's Anatomy. Kevin McKidd spelade huvudrollen som journalisten Dan Vasser i serien Journeyman som efter en säsong med tretton avsnitt lades ned på grund av låga tittarsiffror.
På sistone har Kevin McKidd fått mycket uppmärksamhet av hans roll i tv-serien Grey's Anatomy där han spelar den krigserfarne Dr. Major Owen Hunt. Dr. Hunt tillsätts så småningom tjänsten som akutläkare på Seattle Grace Hospital där hans kunskaper som krigsläkare kommer till användning. Han blir förälskad i Cristina Yang. Det är bevisat att det är McKidd som spelar rösten för karaktären Capt. Soap MacTavish i succé-spelen Call of Duty: Modern Warfare 2 och Call of Duty: Modern Warfare 3.

### Privatliv
McKidd är gift med Jane Parker och har två barn. Familjen är bosatt i Los Angeles under inspelningen av Grey's Anatomy.

## Filmografi i urval
- 1996 – Trainspotting
- 1998 – Bedrooms and Hallways
- 1999 – Topsy-Turvy
- 2000 – Anna Karenina (TV-serie)
- 2002 – Dog Soldiers
- 2002 - Nicholas Nickleby
- 2004 – De-lovely
- 2005 – Kingdom of Heaven
- 2005–2007 - Rome
- 2007 – The Last Legion
- 2008 – Brudens bäste man
- 2008– 	- Grey's Anatomy
- 2010 – Percy Jackson och kampen om åskviggen
- 2017 – Tulpanfeber
- 2023 – Six Four (TV-serie)